# Bernardino Busti (senatore)
Bernardino Busti (1453 o 1465 circa – Lodi, 1529 circa) è stato un nobile e funzionario italiano, senatore ducale sotto Francesco II Sforza e istitutore dell'oratorio dei Santi Nazario e Celso di Novate Milanese.

## Biografia

Lo stemma della famiglia Busti, come appare nell'oratorio da lui fondato

Seguendo le orme del padre Lorenzo Busti, Bernardino Busti fu dottore in utroque iure e, dal 1489, giureconsulto collegiato. Espostosi politicamente durante il periodo delle guerre d'Italia del XVI secolo, egli fu fermo sostenitore sforzesco, tanto che in quegli anni a Bernardino Busti furono riconosciuti privilegi personali e affidati alcuni incarichi pubblici, tra cui nel 1522 la cura, insieme al senatore Girolamo Morone, di un patrimonio del mercante Bernardino Meda, requisito dalla Camera Ducale dopo che questi fu assassinato dai propri nipoti. Il Busti, peraltro, approfittò di questa situazione alienando direttamente a sé parte dei beni, tra cui alcuni posti nelle pievi di Bollate e Incino.
In quello stesso 1522, nel mese di ottobre, Bernardino Busti fu elevato alla dignità di senatore ducale da Francesco II Sforza.
Come senatore ducale, nel 1525 propose al Senato di emanare un decreto con il quale venisse dichiarata la validità dei testamenti ricevuti alla presenza di almeno tre testimoni, di cui almeno due uomini, ciò in deroga alle disposizioni del diritto comune e degli statuti municipali, che invece richiedevano la presenza del notaio. La motivazione di questa deroga si rinveniva nel fatto che in quegli anni la peste si stava diffondendo in maniera molto aggressiva e rendeva difficoltoso il reperimento dei notai, tanto che erano sorte molte controversie sulla validità delle disposizioni testamentarie; il Senato di Milano, accogliendo le proposte del Busti alla luce delle circostanze eccezionali, emanò il decreto in data 7 aprile 1525, con effetto retroattivo al mese di giugno dell'anno precedente. Negli stessi anni delicati dal punto di vista pandemico, Bernardino Busti si trovò anche a ricoprire la carica di Commissario della Sanità.
Bernardino Busti fu inoltre un importante possidente terriero; alcune proprietà, in particolare, gli derivarono dal monastero milanese di san Celso, il quale fu autorizzato da papa Alessandro VI a cedere in livello alcuni suoi possedimenti al Busti, a fronte di un canone annuo di 1200 lire, maggiore rispetto alle 819 lire che il monastero percepiva dal precedente affittuario, salvo diventare qualche tempo più tardi piena proprietà dello stesso senatore.
I rapporti stretti di Bernardino Busti con gli Sforza gli costarono nel 1527 un provvedimento di messa al bando dopo che l'anno precedente il duca di Milano entrò in attriti con l'imperatore Carlo V e fu costretto a lasciare Milano e la sua casa di Porta Comasina.

### La morte e la fondazione dell'oratorio
Rimasto vedovo della moglie Lucrezia Candiani nel 1524 e dopo avere perso il figlio Giovanni Lorenzo attorno al 1528 a causa della peste, lo stesso Bernardino si ammalò di peste e il 28 maggio 1529 dettò le proprie volontà testamentarie dal balcone della stanza da letto della propria casa di Lodi al notaio che si trovava nel cortile. Con tale testamento, il Busti nominava erede universale il Luogo Pio Elemosiniero della Misericordia di Milano e attribuiva in special modo l'onere di edificare su un suo terreno a Novate Milanese un oratorio dedicato a san Celso, con il diritto di giuspatronato per gli amministratori del Luogo Pio Elemosiniero di nominare nel tempo il sacerdote che avrebbe dovuto abitare nella canonica annessa all'oratorio (il quale avrebbe dovuto celebrare, in perpetuo, una messa giornaliera alla memoria del Busti e dei suoi familiari).
Poiché però Bernardino Busti era stato messo al bando, il Luogo Pio Elemosiniero non poté entrare nella disponibilità dei beni se non dopo la pronuncia del Senato di Milano che il 2 giugno del 1530 permise di dare attuazione alle sue ultime volontà.
Il 25 luglio 1853, le sue ossa furono trasportate a Novate Milanese e murate nella controfacciata dell'oratorio da lui fondato, a perenne memoria del suo gesto di beneficenza.